# Antje Hagen

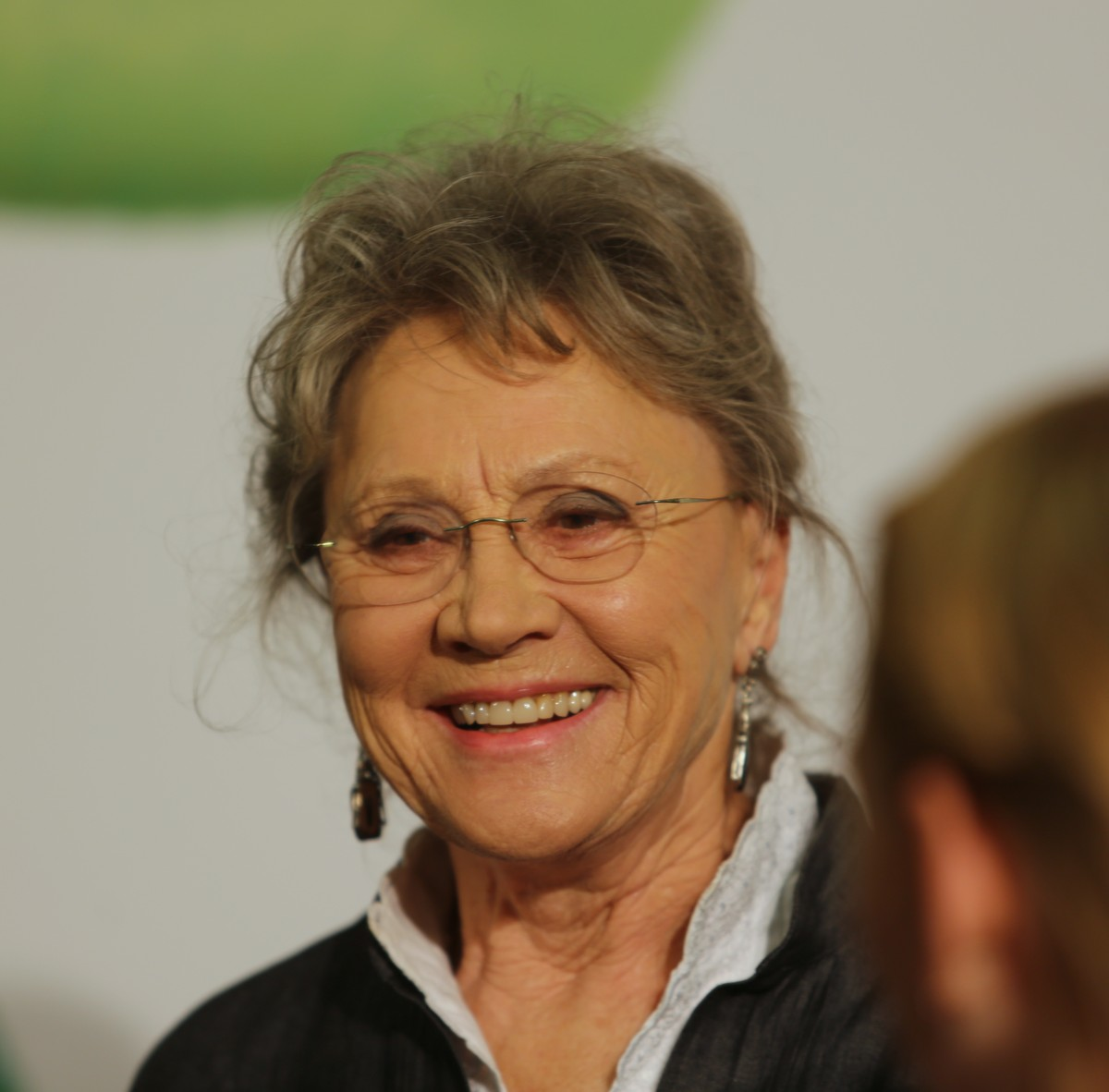
Antje Hagen (2015)

Antje Hagen (* 10. August 1938 in Pethau bei Zittau) ist eine deutsche Theater- und Filmschauspielerin.

## Leben
Antje Hagen, die auch Englisch und Französisch spricht, absolvierte die Höhere Handelsschule in Köln und anschließend eine Schauspielausbildung an der Schauspielschule in Hamburg. Im Jahr 1959 holte Gustaf Gründgens sie an das Deutsche Schauspielhaus in Hamburg, wo sie Rollen in Goethes Faust und in Kleists Der zerbrochne Krug übernahm.
Ab 1960 war Hagen Ansagerin beim Südwestfunk in Baden-Baden. Von 1964 an moderierte sie in der ARD gemeinsam mit Günter Jendrich die Automobil-Sendung Das Rasthaus. In den jeweils dreiteiligen Fernsehspielen Einmal im Leben, Alle Jahre wieder – Die Familie Semmeling und in dem sechsteiligen Fernsehfilm Die Affäre Semmeling von Dieter Wedel spielte sie 1972, 1976 und 2002 neben Fritz Lichtenhahn die Hauptrolle der Trude Semmeling. In den 1980er-Jahren sollte Hagen ursprünglich die Rolle der Dr. Christa Brinkmann in der ZDF-Serie Die Schwarzwaldklinik spielen. Weil Hagen jedoch zu dieser Zeit keine Rolle in einer jahrelang laufenden Serie spielen wollte, wurde die Rolle dann letztendlich mit Gaby Dohm besetzt. In mittlerweile über 4400 Folgen (Stand: April 2025) spielt Antje Hagen in der ARD-Telenovela Sturm der Liebe seit der ersten Folge im September 2005 die Rolle der Köchin Hildegard Sonnbichler.
Mit Günter Jendrich, den sie 1966 heiratete und der 1969 an Leukämie starb, hat sie einen Sohn (* 1967). Hagen hatte enge Kontakte zur Renn- und Rallyefahrer-Szene (die oft erwähnte Ausbildung zur Rallyefahrerin hat sie dagegen nicht absolviert) und die Jägerprüfung erfolgreich abgelegt, aber nach eigenen Aussagen niemals auf lebende Tiere geschossen. Nachdem Hagen jahrzehntelang in Baden-Baden lebte, wohnt sie seit Ende der 2000er-Jahre in Grünwald.

## Filmografie (Auswahl)
- 1966: Der Forellenhof (Fernsehserie, Folge 1x07)
- 1966: Der Kinderdieb
- 1967: Das Fräulein
- 1970: Eine große Familie
- 1970: Bambule
- 1971: Deutschstunde (TV-Zweiteiler)
- 1971: Hamburg Transit (Fernsehserie, Folge 1x12: Ein Pfirsich aus Kreta)
- 1972: Einmal im Leben – Geschichte eines Eigenheims (dreiteilige Fernsehreihe)
- 1973: Tatort – Ein ganz gewöhnlicher Mord
- 1974: Unter Ausschluß der Öffentlichkeit (Fernsehreihe)
- 1974: Telerop 2009 – Es ist noch was zu retten (Fernsehserie, 13 Folgen)
- 1974: Gemeinderätin Schumann (Fernsehserie)
- 1976: Spannagl & Sohn (Fernsehserie)
- 1976: Der aufrechte Gang
- 1976: Alle Jahre wieder – Die Familie Semmeling (Mini-Serie, 3 Teile)
- 1978: Gesucht wird … (Fernsehserie, Folge 2x07)
- 1978: Geschichten aus der Zukunft (Fernsehserie)
- 1979: Schattengrenze
- 1981: Wie würden Sie entscheiden? (Fernsehserie, 1 Folge)
- 1983: Im Zeichen des Kreuzes
- 1986: Detektivbüro Roth (Fernsehserie, Folge 1x23)
- 1988: Tatort – Schuldlos schuldig
- 1988: Tatort – Ausgeklinkt
- 1989: Ein Heim für Tiere (Fernsehserie, Folge 5x05)
- 1990: Der Alte (Fernsehserie, Folge 147, „Die Braut ohne Gedächtnis“)
- 1991: Derrick (Fernsehserie, Folge 18x12)
- 1992: Das Traumschiff – Norwegen
- 1994: Rosamunde Pilcher – Wilder Thymian
- 1994: Blankenese (Fernsehserie, 22 Folgen)
- 1995: Das Traumschiff – Mauritius
- 1997–1999: Ärzte (Fernsehreihe, 5 Folgen)
- 1997: Dr. Stefan Frank – Der Arzt, dem die Frauen vertrauen (Fernsehserie, Folge 3x04)
- 1997: Das Traumschiff – St. Lucia
- 1997: Guppies zum Tee
- 1997: Busenfreunde
- 1999: Rosamunde Pilcher – Magie der Liebe
- 2001: Das Traumschiff – Mexiko
- 2001: Das Glück ist eine Insel
- 2002: Die Affäre Semmeling (Fernsehserie, 6 Folgen)
- 2003: Großstadtrevier (Fernsehserie, Folge 17x03)
- 2003: Der Seerosenteich (2-teiliger Film)
- 2003: Tatort – Mietsache
- 2004: Bin ich sexy?
- 2004: Rosamunde Pilcher – Federn im Wind
- seit 2005: Sturm der Liebe (Telenovela)
- 2005: In aller Freundschaft (Fernsehserie, Folge 8x03 – Nur über meine Leiche)
- 2007: Utta Danella – Tanz auf dem Regenbogen
- 2008: Treuepunkte
- 2010: SOKO München (Fernsehserie, Folge 36x06)
- 2011: Die Zeit dazwischen (Kurzfilm)

## Theater (Auszug)
- Die Kaktusblüte
- Der Biberpelz (Stuttgart)
- Shirley Valentine (München)
- Charing Crossroad (Hamburg)
- Die Jungfrau von Orleans (Ötigheim 1964)

## Hörspiele
- 1965: Georges Simenon: Die Glocken von Bicêtre (Marcelle) – Bearbeitung und Regie: Gert Westphal (Kriminalhörspiel – SWF)
- 1978: Jewgenij Samjatin: Wir – Regie: Hans Gerd Krogmann (SWF, BR, RIAS)